# 프릭 컬렉션

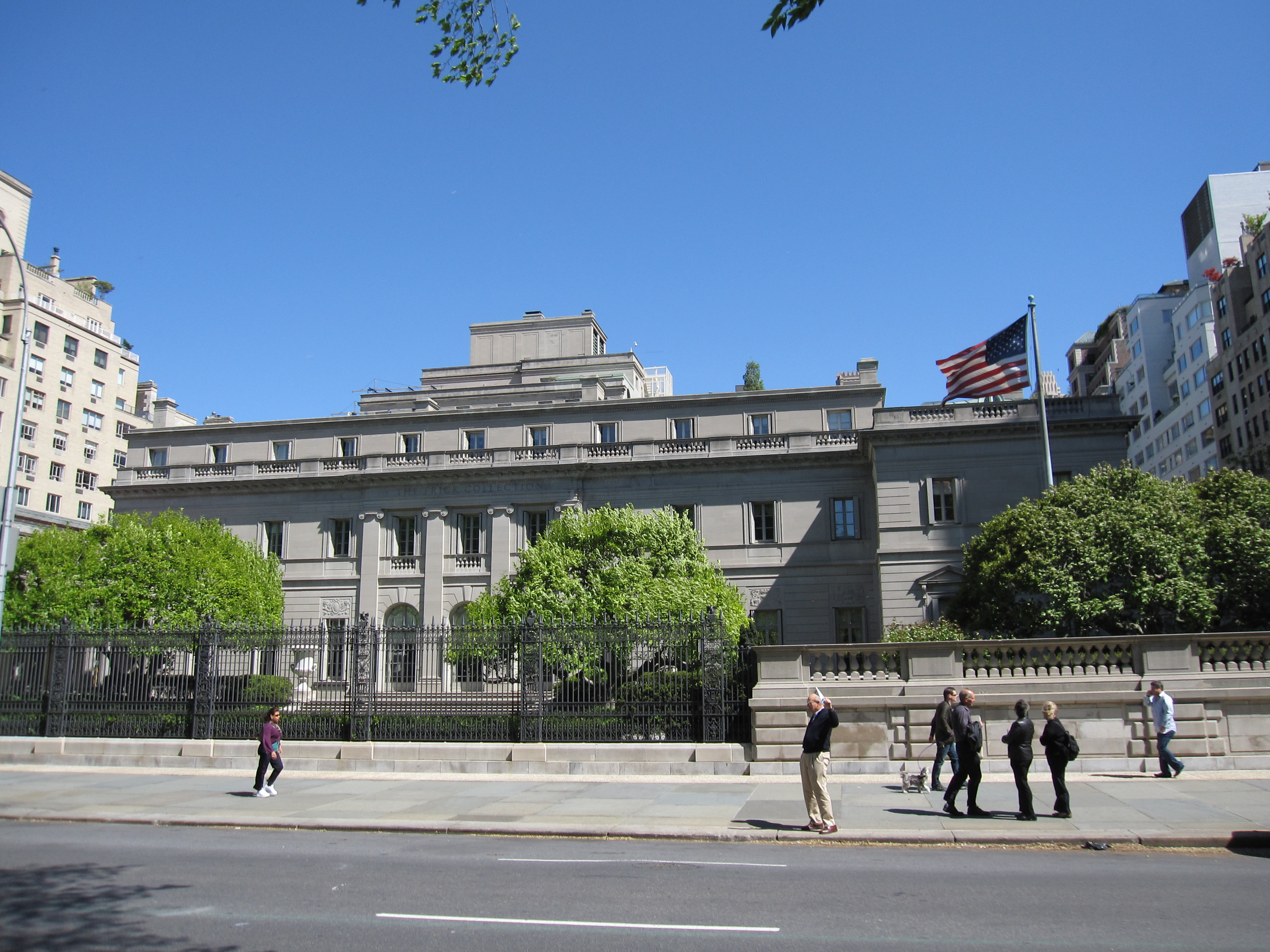
프릭 컬렉션

프릭 컬렉션(Frick Collection)은 뉴욕 맨해튼에 위치한 미술관이다. 사업가 헨리 클레이 프릭의 저택 헨리 클레이 프릭 하우스로 사용되던 곳으로, 1913년부터 14년까지 토머스 헤이스팅스에 의해 설계되었다. 헨리 클레이 프릭이 죽은 이후, 1930년대에 존 러셀 포프에 의해 확장되어 1935년 12월에 박물관으로 개관했다.
또한 프릭 컬렉션은 회화와 조각뿐 아니라 앤티크 가구나 도자기까지 13세기에서 19세기까지의 유럽의 고급 예술품들로 채워져있다.

## 알아둘 점
프릭 컬렉션은 열살 미만은 관람이 금지되어있다.
프릭 컬렉션 입구에서 안내 책자와 오디오 가이드 기계를 대여할 수 있다.
컬렉션 내 작품에 대한 갈략한 설명이 기재된 안내 책자는 2달러에 판매하며, 작품 해설을 다양한 언어로 담은 오디오 기기는 무료로 대여할 수 있다.

## 참고 문헌
뉴욕의 특별한 미술관 - 권이선, 이수형 《뉴욕의 특별한 미술관》, 아트북스, 2012.04.23 99p-100p, 111p